# Kemendollár
Kemendollár is een plaats (község) en gemeente in het Hongaarse comitaat Zala. Kemendollár telt 540 inwoners (2001).